# Lumbee
Los lumbee (o lumbi) son un grupo de indígenas de Estados Unidos que residen principalmente en los condados de Robeson, Hoke y Scotland (Carolina del Norte), formado por restos de otras tribus extinguidas en la zona. Según el censo de 2000, había ese año 57 868 individuos.

## Historia
Según las primeras hipótesis, desarrolladas en 1885 por Hamilton McMillan y por el historiador lumbee Lew Barton, son descendientes del mestizaje de los supervivientes de la "Colonia perdida" de Raleigh con los cheraw, basándose en el hecho de que algunos exploradores ingleses encontraron norteamericanos nativos con los ojos azules, pero no existe evidencia científica sobre ello. Otros afirman que son descendientes de los tuscarora o cheraw mezclados con los restos de tribus de lengua sioux que vivían en la zona desde 1703, pero tampoco hay pruebas de ello. Antes de la Guerra Civil de Estados Unidos se identificaban como blancos, mestizos, mulatos o afroestadounidenses, pero no como indígenas. 
El documento más antiguo que habla de los nativos en el área de Drowning Creek es un mapa de John Herbert, el comisionado de "Comercio Indio" para la Factoría Wineau en el río Black (1725). Herbert identificó las cuatro comunidades de lengua siouan como Saraws, pedee, Scavanos, Wacomas. (Nota: Drowning Creek también es conocido como río Lumber, que riega el condado de Robeson. Muchos lumbee piensan que su nombre proviene de aquí.)
En 1754, se informó de un asentamiento de 50 familias en Drowning Creek, aunque no se hablaba de su raza. De hecho, las autoridades consideraban que no había nativos en la zona. Algunos lumbee, como John Brooks, sirvieron en la Revolución Estadounidense, y otros, como Thomas "Big Tom" Locklear y Silas Strickland, sirvieron en la Guerra de 1812. Otros lucharon con los confederados durante la guerra civil estadounidense.
En 1885 fueron reconocidos como croatan por la Asamblea de Carolina del Norte y se les aplicó la segregación escolar, pero en 1911 les consideraron "indios del condado de Robeson". En 1914 el agente O. M. McPherson les consideró descendientes de los cheraw y en 1933 el Smithsonian estudió sus costumbres. En 1934 se unieron al Congreso Nacional de Indígenas Estadounidenses.
En 1952 decidieron adoptar el nombre lumbee, lo cual fue reconocido por el gobierno federal en 1956. En 1958 provocaron un enfrentamiento con miembros del Ku Klux Klan en el pastizal de Hayes Pond, en el Condado de Robeson. En 1973 el lumbee Henry Ward Oxendine fue elegido miembro de la Asamblea de Carolina del Norte, y en 1994 Glen Maynor fue elegido sheriff del condado de Robeson y Joanne Locklear fue elegida fiscal. A pesar de sus peticiones, no fueron reconocidos oficialmente como tribu hasta 2003, aunque tienen un consejo tribal electo desde 2001. Jimmy Goins es el jefe.

## Enlaces
- Wikimedia Commons alberga una categoría multimedia sobre los lumbee.
- Lengua y cultura india lumbees
- Tribu lumbee
- Los indios lumbee
- Lumbee indian facts for kids

- Datos: Q1886046
- Multimedia: Lumbee / Q1886046